# 公務人材開発協会
一般財団法人人事行政研究所（こうむじんざいかいはつきょうかい）は、2000年4月1日に財団法人公務研修協議会と社団法人日本人事管理協会が合併し、公務研修協議会を存続法人として名称を公務人材開発協会に変更して発足した。2013年4月1日に一般財団法人に移行した。元内閣府所管。

## 概要
- 所在地：郵便番号102-0082 東京都千代田区一番町19 全国農業共済会館4階